# Ricoh
Ricoh (яп. 株式会社リコー) — японська компанія, що виробляє багатофункціональні пристрої, цифрові копіри, лазерні принтери, цифрові дуплікатори факсимільні апарати, цифрові фотоапарати і відеокамери, дисководи, мікросхеми і напівпровідники, програмне забезпечення і мережеві рішення та багато іншого. Компанія займає 429 місце в списку Fortune Global 500 за 2011 рік.

## Історія
6 лютого 1936 Кійосі Ітімура заснував компанію Riken Kankoshi як фірму з виробництва світлочутливого паперу для фотографування і фотокопіювання, а також оптичних систем.
У засновника компанії не було ні зв'язків, ні привілеїв у суспільстві, але, попри це, завдяки своєму інтелекту, наполегливості та унікальному світоглядом він досяг дуже багато чого, створив компанію, яка стала однією з найбільш стабільних і успішних у світі. В 1950 компанія почала виробництво дзеркального фотоапарата з двома об'єктивами — копію німецького Rolleiflex.
Перший копір Ricoh Ricopy 101 був представлений в 1955 році. Технологія, що використовувалась і функціональність цього пристрою сильно відрізнялася від техніки Ricoh сьогоднішнього дня. Для першого копіра використовувався спеціальний (світлочутливий) папір. У 1971 році був представлений перший копіювальний апарат Ricoh PPC900, який використовував звичайний папір та був сконструйований на базі електрофотографічної технології друку.
В 1973 році компанія Ricoh представила перший у світі факсимільний апарат для міжконтинентального зв'язку Ricoh RiFax 600S, який був у шість разів швидше найшвидших машин того часу. Цей апарат став родоначальником нового стандарту факсимільного зв'язку (які в ті часи встановлював комітет CCITT) і першим в світі факсом групи 3. З тих пір компанія Ricoh внесла значний внесок у вдосконалення факсимільної технології, постійно розвиваючи нові підходи, підвищуючи якість і зменшуючи час передачі.
Ricoh невпинно продовжувала розвивати нові технології. Обладнання ставало швидше, надійніше, функціональніше. Однією з нових технологій з'явився кольоровий друк, що призвело до появи на початку 1980-х років першого аналогового кольорового копіра Ricoh Color 5000 «Райський птах». Приблизно в цей же час Ricoh зайнялася розвитком цифрової технології. Результатом цього стала поява в 1987 році першого цифрового копіра Ricoh Imagio 320.
У Європі та Північній Америці торгова марка Ricoh з'явилася на ринку в 1981 році, а на російському ринку відома ще з часів СРСР.
Крім стратегічних досягнень, таких як отримання сертифіката з ISO 14001, діяльність Ricoh відзначена багатьма престижними нагородами і званнями урядів, промислових і споживчих груп. Серед них — «Climate is Business» за досягнення «Ricoh Company Ltd.» в галузях енергоспоживання і менеджменту та за підтримку екологічного Кіотського протоколу.
У жовтні 2011 року Ricoh Company оголосила про завершення операції з поглинання компанії Pentax Imaging Corporation і про зміну назви придбаної компанії на Pentax Imaging Company Ricoh. Ця компанія займатиметься розробкою, виробництвом і продажем споживчих продуктів і сервісів з галузі оптики, наприклад: цифрових камер і змінних об'єктивів, а також аксесуарів до камер, продуктів, що відносяться до відеокамер систем безпеки, і біноклів.